# Paralaeospira malardi
Paralaeospira malardi är en ringmaskart som först beskrevs av Maurice Caullery och Mesnil 1897.  Paralaeospira malardi ingår i släktet Paralaeospira och familjen Serpulidae. Arten har ej påträffats i Sverige. Inga underarter finns listade i Catalogue of Life.